# Braunhartsberg
Das Naturschutzgebiet Braunhartsberg liegt auf dem Gebiet der Stadt Albstadt im Zollernalbkreis in Baden-Württemberg.

## Lage
Das Gebiet liegt am Westhang des 969 Meter hohen Braunhardsberg unweit südwestlich des Stadtteils Tailfingen, südlich des Wohngebiets Langenwand. Nördlich verläuft die Landesstraße L 442 und östlich die L 360. Im Osten grenzt unmittelbar das Landschaftsschutzgebiet Albstadt-Bitz an. 
Das Gebiet gehört naturräumlich zur Hohen Schwabenalb und liegt in der geologischen Einheit der Lacunosamergel im Oberjura.

## Schutzzweck
Der wesentliche Schutzzweck ist laut Schutzgebiets-Verordnung „die Erhaltung der bislang extensiv genutzten Wiesen und Wacholderheidenflächen mit ihren geschützten Orchideen und ihrer reichen Flora“

## Landschaftscharakter
Das Gebiet umfasst einen Magerrasen-Biotopkomplex mit einzelnen Wacholderbüschen und einen Teil einer mageren Flachland-Mähwiese. Im Norden steht eine große Weidbuche unmittelbar an der Gebietsgrenze.

## Flora und Fauna
Das Gebiet zeichnet sich durch einen besonderen Artenreichtum aus. Unter anderem sind hier der Weißdolch-Bläuling, der Warzenbeißer und der Frühlings-Enzian zu finden.